# 念仏寺 (堺市)
念仏寺（ねんぶつじ）は、大阪府堺市西区にある浄土宗の寺院。

## 概要
山号の乳丘山は百舌鳥古墳群の最西端にあり、石津太神社の神宮寺とされ、「お山の寺」と呼ばれたという。昔は村内に伽藍があり、付近の上石津を観音寺町ともいった。
史実では開山位牌に「円誉養雲比丘尼 享保三年戊戌六月六日」と記されてあり、貞享年間（1684年-1688年）に養雲尼によって再建されたことは確かである。
昭和55年（1980年）、土地開発の煽りを受けて現在地に移転。

## 交通
- 南海バス「霞ヶ丘」から徒歩10分
- 阪和線上野芝駅から徒歩25分